# Alexios V Doukas
Alexios V tên đầy đủ là Alexios V Doukas Mourtzouphlos (tiếng Hy Lạp: Ἀλέξιος Δούκας Μούρτζουφλος; ? - 1204) là Hoàng đế Đông La Mã từ ngày 5 tháng 2 đến ngày 12 tháng 4 năm 1204 trong cuộc vây hãm thành Constantinopolis lần thứ hai và cuối cùng thành của cuộc Thập tự chinh thứ tư. Biệt danh "Mourtzouphlos" của Alexios V có lẽ cũng vì đôi lông mày rậm rạp nhô ra hoặc do tính tình ủ rũ của ông. Thuật ngữ này cũng có nghĩa là ám chỉ một người bị bỡ ngỡ, chán nản, thất vọng, u sầu, buồn rầu, ủ rũ và cau mày, quắc mắt rõ rệt.
Vốn xuất thân từ tầng lớp quý tộc, rồi dần leo lên chức vị protovestiarios trong triều đến thời điểm xảy ra cuộc Thập tự chinh thứ tư. Alexios đã từng kết hôn hai lần nhưng có nghi vấn cho rằng ông là tình nhân của Eudokia Angelina, con gái của Hoàng đế Alexios III Angelos. Sự việc Alexios có tham gia vào âm mưu soán ngôi của Ioannes Komnenos Béo vào năm 1200 đã khiến ông bị triều đình tống giam cho đến khi Isaakios II Angelos lên ngôi, người vừa phục vị sau khi bị phế truất và bị bỏ tù bởi người anh Alexios III và con là Alexios IV Angelos mà về sau được đặt lên ngôi báu do sự can thiệp của Thập tự quân vào tháng 7 năm 1203.  
Đến đầu năm 1204, Isaakios II và Alexios IV đã truyền một chút sự tin tưởng lên dân chúng thành Constantinopolis trong nỗ lực của họ để bảo vệ thành phố từ người Latinh và Venezia, những kẻ trở nên hiếu động và nổi loạn khi số tiền và viện trợ được Alexios IV hứa hẹn đã không được đáp ứng. Trong khi đó thì Alexios Doukas nổi lên như một nhà lãnh đạo của phong trào chống người Latinh và tự mình cầm đầu một số cuộc giao tranh chống lại quân Thập tự chinh. Khi dân chúng nổi loạn vào cuối tháng 1 năm 1204, các vị Hoàng đế quá sợ hãi vội trốn vào trong cung và giao cho Alexios Doukas nhiệm vụ tìm kiếm sự giúp đỡ của Thập tự quân. Thay vào đó, Alexios Doukas đã lợi dụng dịp này mà dẫn quân binh xông vào cung bắt giữ các vị Hoàng đế. Tân vương Alexios IV bị bóp cổ chết trong tù, trong khi cha của ông là Isaac qua đời không lâu sau đó cũng vì do lo lắng, buồn phiền hoặc uất ức mà chết. Alexios V Doukas chính thức làm lễ đăng quang vào đầu tháng 2 năm 1204.
Sau khi đăng quang, Alexios V bắt đầu tăng cường khả năng phòng thủ thành Constantinopolis và chấm dứt đàm phán với người Latinh. Tuy nhiên, mọi chuyện đã quá trễ để vị tân vương này xoay chuyển tình thế. Một cuộc đột kích do nhà vua phát động nhằm vây đánh chỗ đóng quân Thập tự chinh đã thất bại mặc dù đích thân Hoàng đế ngự giá thân chinh. Trong trận chiến sau đó, quân phòng thủ Constantinopolis đã chặn đứng cuộc phản công của Thập tự quân vào ngày 9 tháng 4. Đợt tấn công thứ hai của Thập tự quân tỏ ra quá mạnh khó mà đẩy lùi buộc Alexios V phải bỏ thành trốn đến xứ Thracia vào đêm ngày 12 tháng 4 năm 1204, đi cùng với ông có Eudokia Angelina và mẹ cô là Euphrosyne Doukaina Kamatera. Constantinopolis cuối cùng đã bị Thập tự quân chiếm toàn bộ vào ngày hôm sau.
Những người tị nạn chạy đến Mosynopolis, căn cứ của vị Hoàng đế bị phế truất Alexios III Angelos, nơi lúc đầu họ được đón nhận và Alexios V nhân dịp này mà kết hôn với Eudokia Angelina. Tuy nhiên sau đó, Alexios III vì thèm muốn ngôi báu đã ngầm sắp đặt âm mưu thay thế chàng rể mới bằng cách sai người phục kích và chọc mù mắt ông, khiến Alexios V không đủ điều kiện lên ngôi Hoàng đế. Bị những người ủng hộ và kẻ thù bỏ rơi, chẳng mấy chốc Alexios V đã bị đạo quân Thập tự chinh dưới sự chỉ huy của tướng Thierry de Loos bắt làm tù binh ở gần Mosynopolis vào tháng 11 năm 1204. Rồi ông bị giải về Constantinopolis xét xử tội mưu phản chống lại Alexios IV với án tử hình bằng cách ném từ trên đỉnh Cột trụ Theodosius xuống dưới đất chết vào tháng 12 năm 1204. Ông là vị Hoàng đế Đông La Mã cuối cùng trị vì Constantinopolis trước khi thành lập Đế quốc Latinh đã kiểm soát thành phố này khoảng 57 năm tiếp theo cho đến khi giành lại từ tay Hoàng đế Nicaea Mikhael VIII Palaiologos.      